# Buc (Territorio de Belfort)
Buc es una comuna francesa situada en el departamento del Territorio de Belfort, de la región de Borgoña-Franco Condado.
Los habitantes se llaman Bucains.

## Geografía
Está ubicada cerca del departamento de Alto Saona, al oeste de Belfort y forma parte de la aglomeración urbana de esta ciudad.

## Demografía
| 213 | 219 | 230 | 273 | 284 | 312 | 310 | 294 |
| Para los censos de 1962 a 1999 la población legal corresponde a la población sin duplicidades (Fuente: INSEE [Consultar]) |     |     |     |     |     |     |     |